# Hafaza
Hafaza (arabisch حفظة, DMG ḥafaẓa oder auch حافظون / ḥāfiẓūn) oder Schutzengel sind nach islamischer Tradition Helfer-Engel, die mit der Aufgabe betraut sind, Menschen gegen Dschinn und böse Geister zu schützen. Gemäß der Überlieferung befinden sie sich vor und hinter jedem Menschen, sodass insgesamt vier Hafaza als Schutzengel über ihn wachen, zwei am Tage und zwei während der Nacht. Bei der Abenddämmerung und im Morgengrauen wechselt jeweils die Wache der Hafaza; in diesen ungeschützten Momenten haben die bösen Geister die größte Möglichkeit, ihren Einfluss auf den Menschen geltend zu machen.
Eine weitere Klasse der Helferengel sind die Schreiberengel (al-Kiram al-Katibun), die die guten und schlechten Taten jedes Menschen aufzeichnen. Am Tag des Jüngsten Gerichts werden ihre Aufzeichnungen verwendet, um festzustellen, ob die Person würdig ist, in das Paradies aufgenommen zu werden.